# Gogoașă
Gogoașa  este un aliment din aluat prăjit, fiind popular în multe țări și preparată în diverse forme ca o gustare dulce care poate fi făcută acasă sau cumpărată din brutării, supermagazine, tarabe cu produse alimentare și puncte de vânzare de specialitate. Ele sunt de obicei dulci, prăjite dintr-un aluat de făină, și în formă de inele sau sfere aplatizate care conțin uneori umpluturi. Există și gogoși cu gaură la mijloc care provin din America. Gogoșile se mănâncă de obicei cu zahăr pudrat deasupra, sau cu gem în interior, însă cele americane se mănâncă cu bombonele, frișcă și glazură.

## Privire în ansamblu

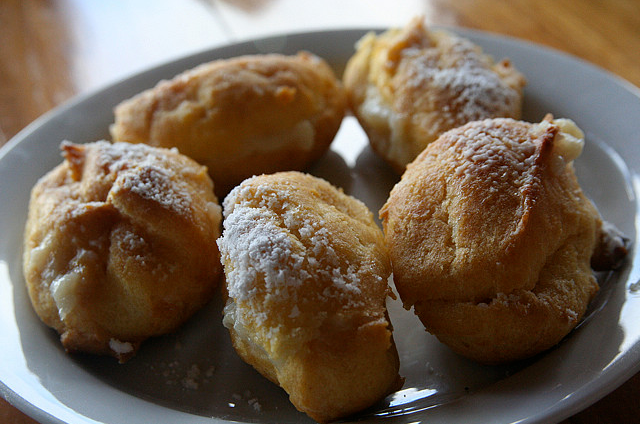
Gogoși.

Gogoșile în formă de inel sunt formate prin unirea celor două capete de aluat sau prin folosirea unui tăietor de gogoși, care simultan taie partea exterioară și interioară a gogoașei, lăsând o formă de aluat cu aspect de gogoașă și o gaură în gogoașă, acest lucru îndeplinindu-se prin îndepărtarea aluatului din mijlocul gogoașei. Bucata mică de aluat poate să fie gătită sau readăugată într-un aluat mai mare pentru a face alte gogoși. 
Gogoșile pot fi făcute dintr-un aluat bazat pe drojdie de bere pentru gogoși mai umflate sau dintr-un aluat special de tort. Gogoșile făcute din drojdie de bere conțin 25% ulei în interior față de cele făcute din aluat de tort care conțin 20%. Gogoșile din aluat de tort sunt prăjite pentru aproximativ 90 de secunde la o temperatură de aproximativ 190 °-198 °C, o singură dată. Cele din drojdie de bere absorb uleiul la prăjire din cauză că durează mai mult timp pentru a fi gătite, aproximativ 150 de secunde, la o temperatură cuprinsă între 182 și 190 grade Celsius. Gogoșile din aluat de tort au o greutate cuprinsă între 24 și 28 g, față de cele din drojdie de bere care au o medie de 38g și sunt în general mai mari și mai pufoase când sunt terminate. După prăjire, gogoșile în formă de inel sunt de obicei acoperite cu o glazură sau cu un praf de zahăr după care sunt injectate cu gem.
La fel cum pot fi prăjite ele pot fi coapte în cuptor. Acestea au o textură un pic mai diferită față de cele prăjite și un gust diferit datorită nivelului scăzut de ulei pe care îl absorb în timpul coacerii-ele având deci mai puține grăsimi decât cele prăjite. Versiunile prăjite mai sunt denumite și „tortulețe prăjite”.

## În România
Printre varietățile de gogoși din România se numără sortimentele numite pancovă (nordul Transilvaniei) și crofnă (Banat).